# Selbstfahrlafette IV A
Die 10,5-cm-Selbstfahrlafette IV a „Dicker Max“ war ein schwerer deutscher Panzerjäger des Zweiten Weltkrieges, der nur als Prototyp gefertigt an der Ostfront erprobt wurde.

## Geschichte
Aufgrund der Erfahrungen aus dem Ersten Weltkrieg wurden im Deutschen Reich seit Mitte der 1930er Jahre Möglichkeiten gesucht, schweren Geschützen Mobilität zu verleihen. Die in Betracht gezogene Kombination aus Geschütz und gepanzertem Fahrzeug führte einerseits zur Entwicklung der Sturmgeschütze, zum anderen sah man die Lösung in Selbstfahrlafetten, bei denen Geschütze auf bereits vorhandene Panzerfahrgestelle gesetzt werden sollten.
Im Jahr 1939 erhielt die Firma Krupp vom Heeresamt den Auftrag zur Entwicklung einer Selbstfahrlafette. Diese sollte Bunker und andere Befestigungen, vornehmlich die französische Maginot-Linie, aus größerer Distanz zerstören können („Schartenbrecher“). Krupps Entwurf sah ein Fahrzeug vor, bei dem die Schwere 10-cm-Kanone 18 auf ein Fahrgestell des Panzer IV gesetzt wurde. Zwei Prototypen wurden im Januar 1941 im Magdeburger Grusonwerk fertiggestellt und bei einer Vorführung am 31. März durch Hitler genehmigt. Nach einer erfolgreichen Erprobung im Feldeinsatz war ab Anfang 1942 die Serienfertigung geplant. Da der ursprüngliche Verwendungszweck nach dem erfolgreichen Westfeldzug jedoch nicht mehr gegeben war, ordnete Hitler eine Weiterentwicklung des Fahrzeugs zum Panzerjäger an.
Die beiden Prototypen wurden der 521. Panzerjäger-Abteilung der 3. Panzer-Division unterstellt und nahmen ab dem 22. Juni 1941 am Russlandfeldzug teil. Eines der beiden Fahrzeuge fiel jedoch bereits nach kurzer Zeit aus, nachdem es Feuer gefangen hatte und der Munitionsvorrat explodiert war. Das zweite Fahrzeug (Spitzname „Brummbär“) bewährte sich im Kampf gegen feindliche Panzer, wurde jedoch im Oktober des Jahres nach Deutschland zurückgeschickt. Einige Quellen geben an, dass es dort abgerüstet wurde. Dem gegenüber stehen jedoch die Aufzeichnungen der Panzerjägerabteilung 521: Nachdem Krupp das Fahrzeug Anfang 1942 wieder instand gesetzt hatte, kam es zur Einheit zurück, wurde in einem Zug mit den beiden Exemplaren der Panzerselbstfahrlafette für 12,8-cm-Kanone 40 eingesetzt und nahm an der deutschen Sommeroffensive teil. Seine Spur verliert sich letztlich im Spätherbst, da es in den Einsatzberichten von November 1942 nicht mehr verzeichnet ist.

## Technik
Als Grundlage für die Selbstfahrlafette IV A diente das Fahrgestell des Panzer IV Ausführung D. Um Platz für die Bedienmannschaft zu schaffen, wurde der ursprünglich im Heck befindliche Motor in die Fahrzeugmitte verlagert. Auf die Wanne wurde ein kastenförmiger starrer Aufbau gesetzt, in dem in einer Walzenblende das 10,5-cm-Geschütz untergebracht war. Das Kanonenrohr wurde geringfügig modifiziert und mit einer Mündungsbremse versehen, um den Rückstoß zu vermindern. Obwohl der Fahrer links saß, war auf der rechten Vorderseite des Fahrzeugs ein vermeintliches zweites Fahrerabteil angebracht; dies sollte mutmaßlich der Verwirrung des Feindes dienen.
Um trotz der schweren Waffe eine möglichst hohe Mobilität zu erreichen, ging dies zu Lasten der Panzerung: An der Stirnseite war die Panzerung der Wanne nur 30 mm dick, an den Seiten sogar nur 20 und an der Bodenplatte etwa 10 mm. Die Panzerung des Aufbaus, der die Bedienmannschaft schützen sollte, war indes 50 mm dick, zudem war sie um etwa 15° geneigt.

## Technische Daten
- Motor: wassergekühlter V12-Ottomotor Typ Maybach HL 120 (300 PS bei 3000/min)
- Länge: 7,52 m
- Breite: 2,84 m
- Höhe: 3,25 m
- Masse: ca. 25 t
- Höchstgeschwindigkeit: 40 km/h (Straße), 19 km/h (Gelände)
- Besatzung: 5 Mann
- Bewaffnung
  - 10,5-cm-Geschütz K 18 L/52 mit 25 Schuss Munition
    - Mündungsgeschwindigkeit der Waffe: 830 m/s

  - 1 Maschinengewehr